# Vinschgau

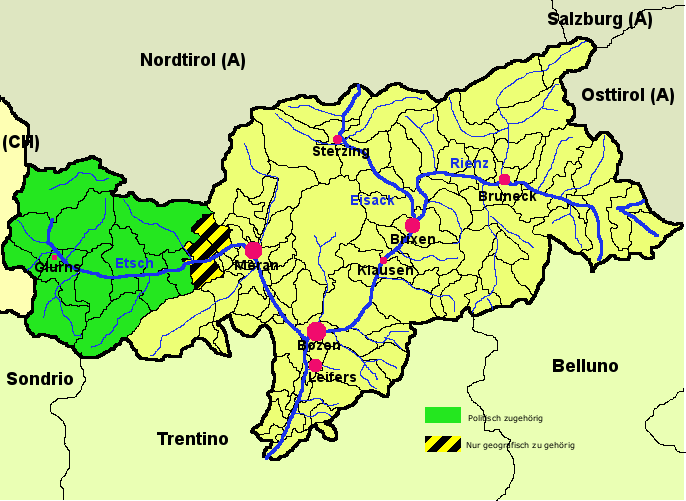
Kaart van Vinschgau

Vinschgau (Italiaans: Val Venosta) is een district in de Italiaanse autonome provincie Zuid-Tirol.

## Geografie
Het omvat het hoogst gelegen deel van het Etschdal, waarin de rivier de Etsch begint. Vinschgau is bekend als het droogste deel van Zuid-Tirol en zelfs als het droogste gebied van de gehele Alpen. Een bekend gebied in Vinschgau is de zogenaamde Sonnenberg.

## Geschiedenis
Vinschgau was een Frankische Gouw. Gerold van Vintzgouw, afkomstig uit Rijnland had daar en in de Elzas grote bezittingen, werd door Karel de Grote benoemd tot eerste gouwgraaf van Vinschgau. Hij was een van de Frankische edelen die in Allemannië op hoge posities werden benoemd en werd graaf van de Kraichgau en de Anglachgau. Later werd hij ook graaf van Vinschgau. In 788 werd hij prefect van Beieren na het afzetten van Tassilo III van Beieren en leverde een belangrijke bijdrage aan de integratie van Beieren in het Frankische Rijk. Hij werd markgraaf van de Avaarse Mark nadat die in 791 door Karel de Grote is ingesteld. Hij stierf in 799 tijdens een veldtocht tegen de Avaren.
Bozen · Burggrafenamt · Überetsch-Unterland · Salten-Schlern · Eisacktal · Pustertal · Vinschgau · Wipptal